# Полянский, Александр Иванович
Александр Иванович Полянский (1721— 28 ноября 1818) — бригадир на военной и статский советник на штатской службе. Младший брат адмирала Андрея Полянского.
Сын обер-кригскомиссара, генерал-адъютанта Ивана Макаровича Полянского (ум. 1735). Вступив в службу в гвардию солдатом 18 февраля 1742 года, Полянский был произведен полевых полков подпоручиком в 1751 году и поручиком Черниговского пехотного полка в 1755 году; с 28 июня 1756 года он состоял флигель-адъютантом при генерал-фельдмаршале; в 1760 году пожалован секунд-майором лейб-кирасирского полка; 1 мая 1763 года — подполковником.
В 1765 году Екатерина II устроила брак немолодого и неродовитого Полянского (его дед был дьяком) с графиней Елизаветой Романовной Воронцовой (1739—1792), фавориткой своего покойного мужа Петра III. Этот союз был воспринят в обществе как злая насмешка Екатерины над соперницей. По свидетельству французского посланника, его невеста походила «на служанку из плохого трактира: безобразная, грубая, глупая, злая и невежественная, она бранилась, как солдат, вопила и плевалась при разговоре».
В качестве приданого Полянский получил обширные землевладения, благодаря чему смог оставить службу. Так, только в Саранском и Шишкеевском уездах Пензенской губернии супругам Полянским принадлежало 8049 десятин.
Поначалу Елизавете Полянской было предписано жить вдали от двора, в Москве. 24 февраля 1765 года её муж уволен был по прошению от службы полковником и в том же году переименован был в статские советники. Впоследствии семейство исхлопотало разрешение вернуться в столицу.
В 1767 году Полянский был выбран депутатом от Вологодского уезда в комиссию о сочинении нового Уложения и с 10-го июля по 9-е сентября 1768 г. участвовал в заседаниях комиссии по разбору проекта прав благородных (т.е. дворян). При обсуждении вопроса о порядке рассмотрения означенных прав, когда мнения депутатов резко разделились, Полянский присоединился к мнению депутата кн. Вяземского, предлагавшего просить императрицу об учинении разбора дворянам, каковым и руководствоваться при рассмотрении проекта. Полянский состоял также членом особой комиссии по разбору поданных наказов и проектов.
Полянский дожил почти до ста лет и на старости лет приобрёл привычку громогласно обсуждать в театре персонажей и актёров, которые появлялись на сцене. Театральные представления оставались единственной отрадой дряхлого вдовца. По свидетельству арзамасца Жихарева, Полянский был

человек, принадлежащий к высшему обществу, богатый и очень уважаемый за доброту души и благонамеренность, но, по старости лет, никуда не выезжающий, кроме спектаклей, в которых он бывает ежедневно, попеременкам: то в русском, то во французском, а иногда и в немецком, и всюду получаемые им впечатления разделяет со всей публикой.
Умер 28 ноября 1818 года, вскоре после своего единственного сына, и погребен вместе с женой в Александро-Невской лавре. В браке с графиней Воронцовой имел двух детей: 
- Анна Александровна (1766—1845), фрейлина, вышла замуж за барона Вильгельма д’Оггера (d’Hogger), нидерландского посла в Петербурге.
- Александр Александрович (1774—1818), его восприемницей была Екатерина II; тайный советник, действительный камергер, с 1817 года сенатор.